# Tanuja Chandra
Tanuja Chandra (Nagpur, 3 giugno 1969) è una regista e sceneggiatrice indiana.
È nota prevalentemente per aver diretto film di Bollywood con ruoli femminili particolarmente forti.
Ha collaborato con Mahesh Bhatt a pellicole come Zakhm e Sangharsh, lavorando con attrici del calibro di Kajol e Preity Zinta.

## Filmografia

### Regista
- Dushman (1998)
- Sangharsh (1999)
- Zindaggi Rocks (2006)

### Sceneggiatrice
- Dil To Pagal Hai, regia di Yash Chopra (1997)
- Zakhm, regia di Mahesh Bhatt (1998)
- Zindaggi Rocks, regia di Tanuja Chandra (2006)